# Peak Range
Peak Range är en bergskedja i Australien. Den ligger i delstaten Queensland, omkring 710 kilometer nordväst om delstatshuvudstaden Brisbane.
I omgivningarna runt Peak Range växer huvudsakligen savannskog. Trakten runt Peak Range är nära nog obefolkad, med mindre än två invånare per kvadratkilometer.  Genomsnittlig årsnederbörd är 786 millimeter. Den regnigaste månaden är januari, med i genomsnitt 147 mm nederbörd, och den torraste är augusti, med 16 mm nederbörd.